# Larry Gordon
Larry Rayshawn Gordon (Pomona, 18 aprile 1987) è un ex cestista statunitense.